# Grand Prix de l'Imaginaire
El Grand Prix de l'Imaginaire (GPI) es un premio literario francés creado en 1974 por el escritor y crítico Jean-Pierre Fontana durante el Festival de la ciencia ficción de Clermont-Ferrand.  Originalmente titulado «Grand prix de la science-fiction française», fue rebautizado con su nombre actual en 1992 para anexar nuevos géneros debido a dos razones principales:
- La desaparición del Prix Apollo que galardonaba a novelas de diversas nacionalidades, por lo que el Grand Prix de l'Imaginaire pasó a abarcar también, obras anglosajonas.
- La aproximación cada vez más común en la ciencia ficción con otros géneros tales como el fantastique, género fantástico y terror.

## Categorías
Cada año, un jurado compuesto por doce especialistas del género —escritores, críticos, periodistas y traductores— reconocen un libro o un autor en varias categorías que han variado a lo largo de los años. Hasta la fecha, se consideran al menos doce:
- Novela de habla francesa (desde 1974).
- Cuento de habla francesa (establecido en 1975).
- Premio Especial (creado 1976).
- Novela Juvenil (creada en 1982, dividido a su vez en novela juvenil de habla francófona y extranjera)
- Ensayo (desde 1989).
- Novela Extranjera (establecido 1992).
- Traducción (establecido en 1992), rebautizado como premio Jacques Chambon a la traducción en 2004.
- Cuento extranjero (desde 1995).
- Diseño gráfico (desde 2000), rebautizada como premio Wojtek Siudmak a la gráfica en 2006.
- Premio Europeo (establecido en 2001 , detenido en 2010).
- Cómics (desde 2010).
- Manga (desde 2010).

## Listado de galardonados

### Novela francófona
- 1974: Le Temps incertain de Michel Jeury
- 1975: L'Homme à rebours de Philippe Curval
- 1976: Le Livre machine de Philip Goy
- 1977: Les Galaxiales de Michel Demuth
- 1978: Delirium circus de Pierre Pelot
- 1979: La Maison du cygne de Yves y Ada Remy
- 1980: L'Épouvante de Daniel Walther
- 1981: Vue en coupe d'une ville malade de Serge Brussolo
- 1982: Le Silence de la cité de Élisabeth Vonarburg
- 1983: L'Enfant du cinquième nord de Pierre Billon
- 1984: Le Champ du rêveur de Jean-Pierre Hubert
- 1985: Mémo de André Ruellan
- 1986: Les Vautours de Joël Houssin
- 1987: Rituel du mépris, variante Moldscher de Antoine Volodine
- 1988: Opération serrures carnivores de Serge Brussolo
- 1989: Le Créateur chimérique de Joëlle Wintrebert
- 1990: Sukran de Jean-Pierre Andrevon
- 1991: Rivage des intouchables de Francis Berthelot
- 1992: Le Temps du twist de Joël Houssin
- 1993: Demain, une oasis de Ayerdhal
- 1994: Les Guerriers du silence de Pierre Bordage
- 1995: Arago de Laurent Genefort
- 1996: Les Racines du mal de Maurice G. Dantec
- 1997: Inner City de Jean-Marc Ligny
- 1998: F.A.U.S.T. de Serge Lehman
- 1999: Les Futurs Mystères de Paris de Roland C. Wagner
- 2000: Le Successeur de pierre de Jean-Michel Truong
- 2001: Bouvard, Pécuchet et les savants fous de René Reouven
- 2002: Les Ombres de Wielstadt de Pierre Pevel
- 2003: Le Roi d'août de Michel Pagel
- 2004: Dreamericana de Fabrice Colin
- 2005: Transparences de Ayerdhal
- 2006: La Horde du Contrevent de Alain Damasio
- 2007: Le Goût de l'immortalité de Catherine Dufour
- 2008: Bloodsilver de Wayne Barrow
- 2009: L'Autre Rive de Georges-Olivier Châteaureynaud
- 2010: Le Déchronologue de Stéphane Beauverger
- 2010 Étonnants Voyageurs: Chien du heaume de Justine Niogret
- 2011: May le Monde de Michel Jeury
- 2012: Rêves de gloire de Roland C. Wagner

### Novela extranjera
- 1992: L'Heure du loup de Robert McCammon
- 1993: La Danse du scalpel de Garfield Reeves-Stevens
- 1994: Le Voyage de Simon Morley de Jack Finney
- 1995: La Voie terrestre de Robert Reed
- 1996: En remorquant Jéhovah de James Morrow
- 1997: Le Samouraï virtuel de Neal Stephenson
- 1998: Imajica - 1 de Clive Barker
- 1999: Nicolas Eymerich, Inquisiteur de Valerio Evangelisti
- 2000: El séptimo hijo de Orson Scott Card
- 2001: Los tejedores de cabellos de Andreas Eschbach
- 2002: Les Démons du Roi-Soleil de Gregory Keyes
- 2003: La Tour des rêves de Jamil Nasir
- 2004: Celtika de Robert Holdstock
- 2005: La estación de la calle Perdido de China Miéville
- 2006: La Séparation de Christopher Priest
- 2007: Lignes de vie de Graham Joyce
- 2008: Spin de Robert Charles Wilson
- 2009: L'Enfant de cristal de Theodore Roszak
- 2010: Roi du matin, reine du jour de Ian McDonald
- 2010 Étonnants Voyageurs: Dans les limbes de Jack O'Connell
- 2011: Le Fleuve des dieux de Ian McDonald
- 2012: La ciudad y la ciudad de China Miéville
- 2013: La chica mecánica de Paolo Bacigalupi
- 2014: L'Homme qui savait la langue des serpents de Andrus Kivirähk
- 2015: La Grande Route du Nord de Peter F. Hamilton

### Cuento francófono
- 1974: Réhabilitation de Gérard Klein
- 1975: Thomas de Dominique Douay
- 1976: Les Soleils noirs d'Arcadie de Daniel Walther
- 1977: Retour à la terre, définitif de Philip Goy
- 1978: Petite mort, petite amie de Yves Frémion
- 1979: Funnyway de Serge Brussolo
- 1980: Les Hautes plaines de Pierre Giuliani
- 1981: La Femme-escargot allant au bout du monde de Bruno Lecigne
- 1982: Gélatine de Jean-Pierre Hubert
- 1983: Papa Ier de Jacques Mondoloni
- 1984: Les Nageurs de sable de Jean-Claude Dunyach
- 1985: Un fils de Prométhée ou Frankenstein dévoilé de René Reouven
- 1986: Le Commerce des mondes de Charles Dobzynski
- 1987: Mémoire vive, mémoire morte de Gérard Klein
- 1988: Le Parc zoonirique de Francis Berthelot
- 1989: Étoile de Richard Canal
- 1990: Les Chasseurs au bord de la nuit de Colette Fayard
- 1991: Extra-muros de Raymond Milési
- 1992: M'éveiller à nouveau près de toi, mon amour de Alain Dorémieux
- 1993: Accident d'amour de Wildy Petoud
- 1994: Rien que des sorcières de Katherine Quenot
- 1995: Dans l'abîme de Serge Lehman
- 1996: Quiconque de Georges-Olivier Châteaureynaud
- 1997: Le Collier de Thasus de Serge Lehman
- 1998: Déchiffrer la trame de Jean-Claude Dunyach
- 1999: L'Amour au temps du silicium de Jean-Jacques Nguyen
- 2000: Naufrage mode d'emploi de Fabrice Colin
- 2001: Monsieur boum boum de Jeanne Faivre d'Arcier
- 2002: Synesthésie de Olivier Paquet
- 2003: À n'importe quel prix de Robert Belmas y Claire Belmas
- 2004: Dédales virtuels de Jean-Jacques Girardot
- 2005: Serpentine de Mélanie Fazi
- 2006: Le monde tous droits réservés de Claude Ecken
- 2007: Les yeux d'Elsa de Sylvie Lainé
- 2008: L'Immaculée conception de Catherine Dufour
- 2009: La Vieille anglaise et le continent de Jeanne-A Debats
- 2010: Le diapason des mots et des misères (colección) de Jérôme Noirez
- 2010 Étonnants Voyageurs: Les Trois livres qu'Absalon Nathan n'écrira jamais de Léo Henry
- 2011: Rempart de Laurent Genefort
- 2012: Boire la tasse (colección) de Christophe Langlois

### Cuento extranjero
- 1995: L'Une rêve et l'autre pas de Nancy Kress
- 1996: Le Grand Amant de Dan Simmons
- 1997: Vous voyez mais vous n'observez pas de Robert J. Sawyer
- 1998: Calcutta, seigneur des nerfs de Poppy Z. Brite
- 1999: La Grande œuvre du temps de John Crowley
- 2000: Ménage en grand de Jonathan Carroll
- 2001: Meucs de Terry Bisson
- 2002: Retour au foyer de Christopher Priest
- 2003: Les Nuits de Leningrad de Graham Joyce
- 2004: Le Rhinocéros qui citait Nietzsche de Peter S. Beagle
- 2005: Sisyphe et l’étranger de Paul Di Filippo
- 2006: Exo-skeleton Town de Jeffrey Ford
- 2007: Aztechs (colección) de Lucius Shepard
- 2008: Quatre chemins de pardon (colección) de Ursula K. Le Guin
- 2009: La Jeune détective et autres histoires étranges (colección) de Kelly Link
- 2010: Des choses fragiles (colección) de Neil Gaiman
- 2010 Étonnants Voyageurs: Océanique (colección) de Greg Egan y Exhalaison de Ted Chiang (ex æquo)
- 2011: Sous des cieux étrangers (colección) de Lucius Shepard
- 2012: Ainsi naissent les fantômes (colección) de Lisa Tuttle

### Novela juvenil
- 1982: La Fée et le géomètre de Jean-Pierre Andrevon
- 1983: Le Tyran d'Axilane de Michel Grimaud
- 1984: Le Naviluk de Thérèse Roche
- 1985: L'Enfant qui venait de l'espace de Robert Escarpit
- 1990: Le Pic des ténèbres de Roger Leloup
- 1991: Temps sans frontières de Liliane Korb
- 1992: Le Rêve de Lucy de Yves Coppens y Pierre Pelot
- 1993: Le Fils du concierge de l'opéra de Francois Coupry
- 1994: Les Chasse-marée de Alain Grousset
- 1995: Le Voleur d'éternité de Clive Barker
- 1996: La Falaise maudite de Christopher Pike
- 1997: Papa, j'ai remonté le temps de Raymond Milési
- 1998: Le Cycle du Multimonde de Christian Grenier
- 1999: Prisonnière du tableau ! de Gérard Moncomble
- 2000: La Fille au chien noir de Gudule
- 2001: La Maison brisée de Francis Berthelot
- 2002: Les Abîmes d'Autremer de Danielle Martinigol
- 2003: Golem de Elvire, Lorris y Marie-Aude Murail
- 2004: Cyberpan de Fabrice Colin
- 2005: Mosa Wosa de Nathalie Le Gendre
- 2006: Cœur d'encre de Cornelia Funke
- 2007: La Vie suspendue de Timothée de Fombelle y La Trilogie de Bartiméus de Jonathan Stroud (ex aequo)
- 2008: Uglies de Scott Westerfeld
- 2009: La Déclaration. L'Histoire d'Anna de Gemma Malley
- 2010: Le clairvoyage y La brume des jours de Anne Fakhouri

### Novela francófona juvenil
- 2010 Étonnants Voyageurs: Été mutant (le Cas Jack Spark - 1) de Victor Dixen
- 2011: La Douane volante de François Place
- 2012: La Route des magiciens de Frédéric Petitjean

### Novela extranjera juvenil
- 2010 Étonnants Voyageurs: Le Livre des choses perdues de John Connolly
- 2011: La Confrérie de l'horloge de Arthur Slade
- 2012: Delirium y Le Dernier Jour de ma vie de Lauren Oliver

### Premio Jacques Chambon a la traducción
- 1992 : Pierre Berthon por La Face des eaux de Robert Silverberg
- 1993 : Dominique Haas por Les Livres magiques de Xanth de Piers Anthony
- 1994 : Hélène Collon por L'Homme des jeux de Iain Banks
- 1995 : Jean-Daniel Brèque por Âmes perdues de Poppy Z. Brite
- 1996 : Simone Hilling por La Chute des fils de Anne McCaffrey
- 1997 : Guy Abadia por Endymion de Dan Simmons
- 1998 : Patrick Couton por Les Annales du Disque-Monde de Terry Pratchett
- 1999 : Nathalie Serval por L'Enfant arc-en-ciel de Jonathan Carroll
- 2000 : Michel Pagel por La Paix éternelle y L'Intercepteur de cauchemars de Graham Joyce
- 2001 : Jean-Pierre Pugi por Jack Faust de Michael Swanwick
- 2002 : Claire Duval por Jésus Vidéo de Andreas Eschbach
- 2003 : Pierre-Paul Durastanti por L'I.A. et son double de Scott Westerfeld
- 2004 : Brigitte Mariot por Le Rhinocéros qui citait Nietzsche de Peter S. Beagle
- 2005 : Nathalie Mège por Perdido street station de China Miéville
- 2006 : Patrick Marcel por Le livre des cendres de Mary Gentle
- 2007 : Mélanie Fazi por Lignes de vie de Graham Joyce
- 2008 : Jean-Daniel Brèque por Le Quatuor de Jérusalem de Edward Whittemore
- 2009 : Michèle Charrier por  La Jeune détective et autres histoires étranges de Kelly Link
- 2010 : Gilles Goullet por Vision aveugle de Peter Watts
- 2010 Étonnant Voyageurs : Sylvie Miller por Interférences de Yoss
- 2011 : Nathalie Mège por Le Don de Patrick O'Leary
- 2012 : Patrick Dusoulier por Les Enfers virtuels de Iain M. Banks y La Route de Haut-Safran de Jasper Fforde

### Premio Wojtek Siudmak a la gráfica
- 2000: Philippe Jozelon por las cubiertas de la colección Bibliothèque du Fantastique bajo la edición de Fleuve Noir
- 2001: Manchu por el conjunto de portadas publicadas durante el año.
- 2002: Benjamin Carré.
- 2003: Didier Graffet por las ilustraciones de 20 000 lieues sous les mers de Julio Verne.
- 2004: Sandrine Gestin por Dragonne de Didier Quesne.
- 2005: Philippe Lefèvre-Vakana.
- 2006: Guillaume Sorel por Le Livre de Cendres de Mary Gentle y Les Tisserands de Saramir.
- 2007: Eikasia.
- 2008: Benjamin Carré por Les Mensonges de Locke Lamora.
- 2009: Jean-Baptiste Monge por Comptines assassines.
- 2010: Beb Deum por FaceBox.
- 2010 Étonnants Voyageurs: Alain Brion por Elantris de Brandon Sanderson.
- 2011: Aleksi Briclot por Worlds & Wonders.
- 2012: Joey Hi-Fi por Zoo City de Lauren Beukes.

### Historieta/Cómics
- 2010 Étonnants Voyageurs: Black Summer de Warren Ellis y Juan Jose Ryp.
- 2011: La Brigade chimérique de Fabrice Colin, Serge Lehman, Stéphane Gess y Céline Bessonneau.
- 2012: Fraternity (tomos 1 y 2) de Juan Diaz Canales y José-Luis Munuera.

### Manga
- 2010 Étonnants Voyageurs: Ikigami de Motorō Mase.
- 2011: L'Île Panorama de Maruo Suehiro.
- 2012: Soil (tomos 1 al 6) de Atsushi Kaneko.

### Ensayo
- 1989: Guy Lardreau, Fictions philosophiques et science-fiction.
- 1989: Norbert Spehner, Écrits sur la science-fiction.
- 1990: Jean-Jacques Lecercle, Frankenstein: mythe et philosophie.
- 1991: Alain Carrazé y Hélène Oswald, Le Prisonnier, chef-d'œuvre télévisionnaire.
- 1992: Jean-Claude Alizet, L'Année 1989 du polar, de la SF, du fantastique et de l'espionnage.
- 1993: Francis Lacassin, Mythologie du fantastique.
- 1994: Joël Malrieu, Le Fantastique.
- 1995: Francis Berthelot, La Métamorphose généralisée.
- 1996: Lawrence Sutin, Invasions divines: Philip K. Dick, une vie.
- 1997: Stephen King, Anatomie de l'horreur - 2.
- 1998: Denis Mellier, Otrante N°9 (especial fantástico y político).
- 1999: Joseph Altairac, H. G. Wells, parcours d'une œuvre.
- 2000: Jean-Bruno Renard, Rumeurs et légendes urbaines.
- 2001: Denis Mellier, La Littérature fantastique y L'Écriture de l'excès - Fiction fantastique et poétique de la terreur.
- 2002: Renan Pollès, La Momie de Kheops à Hollywood.
- 2003: Michèle Riot-Sarcey, Thomas Bouchet y Antoine Picon, Le Dictionnaire des utopies.
- 2004: Jean Marigny, Les Vampires du XXe siècle.
- 2005: Eric Henriet, L’histoire revisitée.
- 2006: Marie-Louise Ténèze, Les contes merveilleux français.
- 2007: François Rouiller, 100 mots pour voyager en science-fiction.
- 2008: Jean-Jacques Barloy, Bernard Heuvelmans, un rebelle de la science.
- 2009: Ugo Bellagamba y Eric Picholle, Solutions non satisfaisantes, une anatomie de Robert A. Heinlein.
- 2010: Fabrice Tortey, Echos de Cimmérie. Hommage à Robert Ervin Howard.
- 2010 Étonnants Voyageurs: Jacques Baudou, L'Encyclopédie de la Fantasy.
- 2011: Arnaud Huftier, Jean Ray, l'alchimie du mystère.
- 2012: Nos Années Strange – 1970/1996 de Sébastien Carletti y Jean-Marc Lainé y Super-héros ! La puissance des masques de Jean-Marc Lainé (ex aequo).

### Premio especial
- 1976: Philippe Druillet, Urm le fou.
- 1977: Yves Dermèze por toda su carrera.
- 1979: Wojtek Siudmak, L'Univers hyperréaliste fantastique de Wotjek Siudmak.
- 1980: Moebius, Major fatal.
- 1980: Louis-Vincent Thomas, Civilisations et divagations.
- 1981: Claude Eckerman, Alain Grousset y Dominique Martel Fantascienza (N° 2-3).
- 1982: Marcel Thaon, Essai psychanalytique sur la création littéraire - Processus et fonction de l'écriture chez un auteur de Science-fiction: Philip K. Dick.
- 1983: Marc Caro y Jean-Pierre Jeunet, Le Bunker de la dernière rafale.
- 1984: Henri Delmas y Alain Julian, Le Rayon SF.
- 1985: Gérard Cordesse, La Nouvelle science-fiction américaine.
- 1987: Emmanuel Carrère, Le Détroit de Behring.
- 1988: Georges-Olivier Châteaureynaud, Le Combat d'Odiri.
- 1989: Dominique Douay, Les Voyages ordinaires d'un amateur de tableaux.
- 1990: Philippe Curval por su trabajo de antologista y descubridor de talentos.
- 1991: Jean-Pierre Nicollet por en conjunto de su obra.
- 1992: Ellen Herzfeld, Gérard Klein y Dominique Martel, La Grande anthologie de la science-fiction française.
- 1993: Ediciones de Atalante por la calidad y originalidad de su producción.
- 1994: Hélène Collon, Regards sur Philip K. Dick, le Kaledickoscope.
- 1995: Dona Sussan, Les Nourritures extraterrestres.
- 1996: La revue CyberDreams.
- 1997: La revue Mad Movies.
- 1998: Henri Loevenbruck, Ozone.
- 1999: Xavier Legrand Ferronnière, Le Visage vert.
- 2000: Stéphanie Nicot, Galaxies.
- 2001: Pierre Pelot, Sous le vent du monde.
- 2002: Revista Ténèbres, número especial de Stephen King.
- 2003: Robert Holdstock, La Forêt des mythagos.
- 2004: Libro Terra Incognita.
- 2005: Sitio web de nooSFere.
- 2006: Le troisième œil. La photographie et l'occulte.
- 2007: Antología periódica Fiction (Les moutons électriques).
- 2008: David Delrieux, por el telefilme Des Fleurs pour Algernon.
- 2009: Ediciones de Le Bélial' por los trabajos inéditos de Poul Anderson y Le Grand livre de Mars de Leigh Brackett.
- 2010: Le lac aux Vélies de Nosfell y Ludovic Debeurme.
- 2010 Étonnants Voyageurs: Jean-Marc Lofficier y Brian Stableford por su trabajo en la promoción y traducción de la ciencia ficción francesa para Black Coat Press.
- 2011: Poètes de l'Imaginaire (antología) de Sylvain Fontaine.
- 2012: Ediciones José Corti, por sus más de 70 años de servicio al Imaginaire.

### Premio Europeo
- 2001: Piergiorgio Nicolazzini.
- 2002: Patrick Gyger.
- 2003: Sylvie Miller.
- 2004: Ediciones de L'Atalante.
- 2005: Andreas Eschbach.
- 2006: Vittorio Curtoni por la revista italiana Robot.
- 2007: Brian Aldiss por su trabajo en la promoción de la ciencia ficción europea.
- 2008: Michel Meurger por su obra creada entre la Francia, Alemania e Inglaterra.
- 2009: Corinne Fournier Kiss por La Ville européenne dans la littérature fantastique du tournant du siècle (1860-1915).
- 2010: La Maison d'Ailleurs Yverdon, Suiza.